# Líquid cefalorraquidi
El líquid cefalorraquidi (LCR) és un filtratge del plasma que omple l'espai subaracnoidal i les cavitats internes de l'encèfal, com també part de l'eix neural. Conté poques proteïnes, però sí ions de sodi, potassi i clor. És transparent i de baixa densitat. També pot presentar cèl·lules escamades i limfòcits ocasionals. Deriva de la secreció activa dels plexes coroides i té com a funcions protegir, sostenir i nodrir el sistema nerviós central, eliminar substàncies, i fer de via de comunicació hormonal. El líquid cefalorraquidi és important per a l'activitat metabòlica del sistema nerviós central (SNC), perquè els metabòlits es difonen per mitjà seu; la seva anàlisi, pel que fa a glucosa, ions i diferents tipus d'elements cel·lulars com les hematies i els limfòcits, obtingut per punció lumbar, es fa servir per al diagnòstic de certes malalties inflamatòries i infeccioses del SNC.

## Funcions
El líquid cefalorraquidi té diverses funcions de les quals destaquen: 
1. Actua com a amortidor i protegeix de traumatismes al sistema nerviós central.
2. Proporciona a l'encèfal el suport hidropneumàtic necessari contra l'excessiva pressió local.
3. Serveix com a reservori i ajuda en la regulació del contingut del crani.
4. Compleix funcions de nutrició de l'encèfal (en menor mesura).
5. Elimina metabòlits del sistema nerviós central.
6. Serveix com a via perquè les secrecions pineals arribin a la glàndula hipòfisi.
7. Permet el diagnòstic de diverses malalties neurològiques, i constitueix una via d'entrada per a l'anestèsia epidural.